# Marschall der Sowjetunion
Der Marschall der Sowjetunion (russisch Маршал Советского Союза) war ein militärischer Rang in den Streitkräften der UdSSR. Er wurde 1935 von Josef Stalin eingeführt und im Zuge des Zerfalls der Sowjetunion im Jahre 1991 abgeschafft. Die Offiziere im Rang eines Marschalls der Sowjetunion stellten in diesem Zeitraum die militärische Führungselite der UdSSR dar. Insgesamt wurde der Dienstgrad an 41 Personen verliehen. Dazu kamen noch drei Admirale der Flotte der Sowjetunion, die dem Marschall der Sowjetunion im Rang gleichgestellt waren.

## Übersicht im Ranggefüge
Die bolschewistische Ideologie und das allgemeine Misstrauen gegen das Offizierskorps, das man als reaktionäre Klasse ansah, hatte dazu geführt, dass in der Roten Arbeiter- und Bauernarmee (Рабоче-крестьянская Красная Армия) nach ihrer Gründung 1918 auf ein reguläres Rangsystem verzichtet wurde. Vorgesetzte konnten nur aufgrund ihrer Dienststellung als Funktionsträger Autorität ausüben.
Im Zuge der zunehmenden Professionalisierung der sowjetischen Streitkräfte wurde diese Situation geändert. Am 22. September 1935 führte eine Verordnung des Zentralen Exekutivkomitees und des Rates der Volkskommissare der UdSSR ein neues System ein, welches die Verleihung von persönlichen Rängen im Offizierskorps vorsah. Dies trug in erster Linie dem wachsenden Ansehen der Roten Armee im eigenen Land Rechnung. So entstanden erneut die Rangstufen Leutnant (лейтенант), Oberleutnant (старший лейтенант), Hauptmann (капитан), Major (майор) und Oberst (полковник). Das Politbüro konnte sich jedoch nicht zur Wiedereinführung der traditionellen Bezeichnung General durchringen, der wohl zu sehr an die zaristische Tradition anschloss. Stattdessen wurde hier eine Funktionsbeschreibung beibehalten und die Ränge Brigadekommandeur (командир бригады), Divisionskommandeur (командир дивизии), Korpskommandeur (Командир корпуса), der Armeekommandeur zweiten Ranges (командир армии 2-го ранга) sowie der Armeekommandeur ersten Ranges (командир армии 1-го ранга) eingeführt. Diese Ränge wurden erst im Mai 1940 wieder eingeführt. Dazu wurde der neue, über den Kommandeuren stehende Rang eines Marschall der Sowjetunion geschaffen. Die Bezeichnung General lehnte das Politbüro nach wie vor ab. Der sowjetische Marschall stand in der Tradition des Generalfeldmarschalls, von denen es zwischen 1699 und 1917 etwa 66 in den Streitkräften des Zarenreiches gegeben hatte.
Während alle Ränge bis zum Armeekommandeur an die traditionellen zaristischen Dienstgrade anknüpften und damit auch an eine bestimmte Dienststellung gekoppelt waren, fehlte in der Anordnung des Rates der Volkskommissare eine nähere Funktionsbestimmung oder Ämterzuweisung für den Marschall der Sowjetunion. In erster Linie war der Rang geschaffen worden, um verdiente hohe Offiziere aus der Zeit des Bürgerkrieges (1917–1921) zu würdigen. Es war also zunächst unklar, wer den neuen höchsten Rang der Streitkräfte erhalten sollte. Später, am 26. Juni 1945, schuf Josef Stalin zudem für sich den Rang des Generalissimus der Sowjetunion (Генералиссимус Советского Союза), um auch gegenüber dem Militär seinen Führungsanspruch zu unterstreichen.
Nach dem Zerfall der Sowjetunion im Jahre 1991 wurden alle noch aktiven Marschälle der Sowjetunion pensioniert und der Rang nicht mehr verliehen. Stattdessen wurde durch das Gesetz Über die Wehrpflicht und den Militärdienst vom 11. Februar 1993 der Rang eines Marschalls der Russischen Föderation (Маршал Российской Федерации) geschaffen, der bisher jedoch nur einmal, an den damaligen Verteidigungsminister Igor Dmitrijewitsch Sergejew (1938–2006), verliehen wurde.

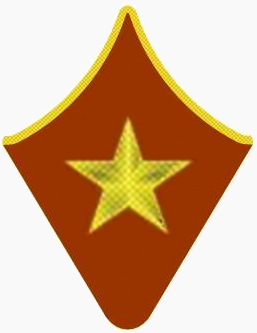
Kragen-Rangabzeichen 1935–1940
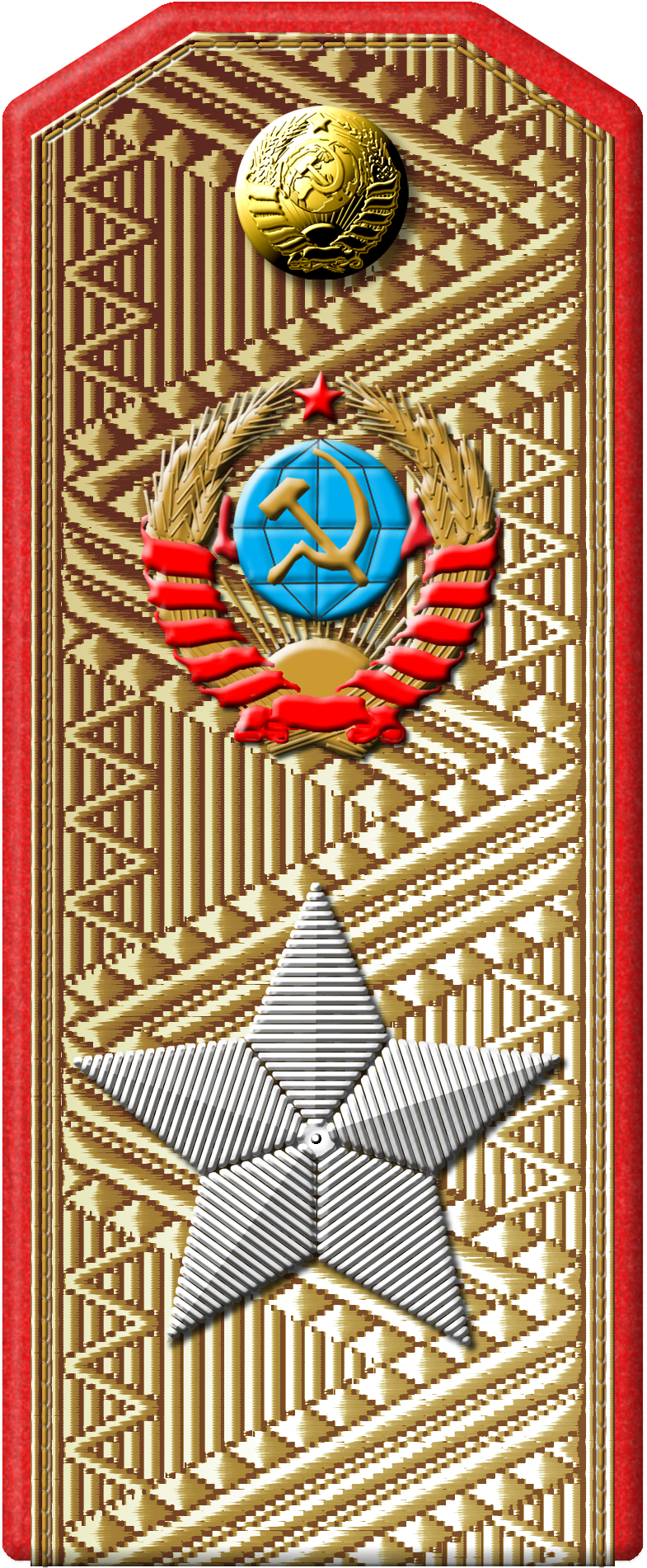
Schulterstück Dienstanzug 1943–1955
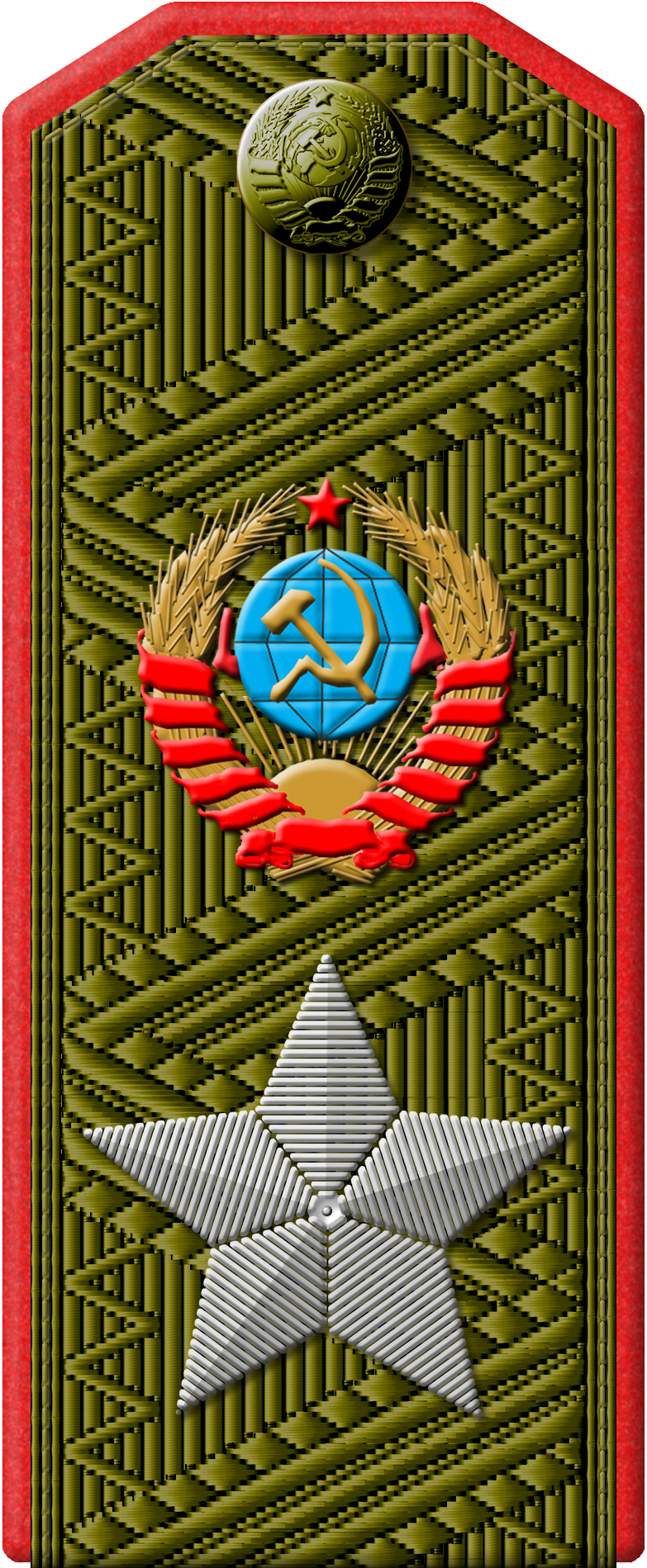
Schulterstück Felduniform 1943–1955
Schulterstück Paradeuniform 1974–1991

## Marschälle der Sowjetunion

### Ernennungen
Am 20. November 1935 wurden mittels eines Dekretes des Rates der Volkskommissare die ersten fünf Marschälle mit Wirkung zum 22. November ernannt. Es handelte sich um den Volkskommissar für Verteidigung Kliment Jefremowitsch Woroschilow (1881–1969), dessen ersten Stellvertreter und Chef des Generalstabes Alexander Iljitsch Jegorow (1883–1939), den zweiten stellvertretenden Volkskommissar für Verteidigung Michail Nikolajewitsch Tuchatschewski (1893–1937), den Befehlshaber der „Besonderen Fernöstlichen Armee“ Wassili Konstantinowitsch Blücher (1889–1938) und den Inspekteur der Kavallerietruppen Semjon Michailowitsch Budjonny (1883–1973). Während der Großen Säuberungen wurden jedoch zwischen 1937 und 1939 drei dieser Marschälle verhaftet, Tuchatschewski und Jegorow wurden zum Tode verurteilt und hingerichtet, Blücher starb an den Folgen der Folter während der Verhöre durch den NKWD. Erst nach dem Tod Josef Stalins setzte Chruschtschow eine militärgerichtliche Kommission zur Untersuchung der verhängten Todesurteile gegen Militärangehörige ein. Diese rehabilitierte unter anderem auch postum die drei genannten Marschälle.
Am 7. Mai 1940 erfolgten drei weitere Beförderungen zum Marschall der Sowjetunion. Semjon Konstantinowitsch Timoschenko (1895–1970) erhielt den Rang im Zusammenhang mit seiner Ernennung zum neuen Volkskommissar für Verteidigung; Boris Michailowitsch Schaposchnikow (1882–1945) als neuer Chef des Generalstabes und Grigori Iwanowitsch Kulik (1890–1950) in der Funktion als dessen Stellvertreter. Damit manifestierte sich die Koppelung des Ranges zumindest an die Ämter des Generalstabschefs der Roten Armee und den Volkskommissar der Verteidigung.
Die umfangreiche Expansion und Aufrüstung der Roten Armee während des Deutsch-Sowjetischen Krieges (1941–1945) führte auch zu einer wachsenden Zahl an Marschällen der Sowjetunion. Der Rang wurde auch zu diesem Zeitpunkt unabhängig von speziellen Ämtern an besonders bewährte Frontkommandeure verliehen. Eine Ausnahme stellte Alexander Michailowitsch Wassilewski (1895–1977) dar, der im Zuge seiner Ernennung zum Generalstabschef der Roten Armee befördert wurde. Insgesamt erhielten neun Personen während des Krieges den Rang eines Marschalls der Sowjetunion, unter ihnen auch Josef Stalin selbst, der seinen Heerführern nicht nachstehen wollte.
Nach dem Krieg ernannte Stalin zwischen 1945 und 1947 nur noch drei weitere Militärs zu Marschällen. Dies waren der Geheimdienstchef Lawrenti Beria (1899–1953), der Verteidigungsminister Nikolai Alexandrowitsch Bulganin (1895–1975) und der Chef der Sowjetischen Militäradministration in Deutschland Wassili Danilowitsch Sokolowski (1897–1968).
Unter der Regierung Nikita Sergejewitsch Chruschtschows (1894–1971) wurden zwischen 1953 und 1964 insgesamt neun Offiziere vom Rat der Volkskommissare zum Marschall der Sowjetunion befördert. Alle diese Militärs hatten noch im Zweiten Weltkrieg als Armeebefehlshaber oder Chefs von Generalstäben gedient. Sechs der Ernennungen erfolgten am 11. März 1955 und betrafen hohe Offiziere, die militärische Schlüsselpositionen besetzten. Dies betraf den stellvertretenden Verteidigungsminister Howhannes Baghramjan (1897–1982), den Oberkommandierenden der Luftstreitkräfte Sergei Semjonowitsch Birjusow (1904–1964), den Oberkommandierenden der Gruppe der Sowjetischen Streitkräfte in Deutschland Andrei Antonowitsch Gretschko (1903–1976), den Generalinspekteur Andrei Iwanowitsch Jerjomenko (1892–1970), den Oberbefehlshaber des Moskauer Militärbezirkes Kyrill Semjonowitsch Moskalenko (1902–1985) und den Oberbefehlshaber des Kiewer Militärbezirkes Wassili Iwanowitsch Tschuikow (1900–1982). Für diese zeitgleichen Ernennungen des Jahres 1955 hatte sich vor allem der amtierende Verteidigungsminister G. K. Schukow eingesetzt, der alle diese Offiziere im Zweiten Weltkrieg kennen und schätzen gelernt hatte.
Unter der Regierung Leonid Iljitsch Breschnews (1907–1982) rückten von 1964 bis 1982 acht weitere Militärs in den Rang eines Marschalls der Sowjetunion auf. Neben dem Politiker Breschnew, der sich selbst den militärischen Rang verlieh, wurden die jeweiligen Oberbefehlshaber der Truppen des Warschauer Pakts Iwan Ignatjewitsch Jakubowski (1912–1976) bzw. Wiktor Georgijewitsch Kulikow (1921–2013) und der Verteidigungsminister Dmitri Fjodorowitsch Ustinow (1908–1984) befördert, aber auch der Chef der Luftverteidigung Pawel Fjodorowitsch Batizki (1910–1984), der Oberkommandierende der sowjetischen Truppen in Deutschland Pjotr Kirillowitsch Koschewoi (1904–1976), der Chef des Generalstabes der Sowjetarmee Nikolai Wassiljewitsch Ogarkow (1917–1994) und der Kommandeur des Leningrader Militärbezirkes Sergei Leonidowitsch Sokolow (1911–2012).
Danach wurde der Rang bis zum Ende der Sowjetunion im Jahre 1991 nur noch an vier weitere Personen verliehen. Am 25. März 1983 erhielten ihn der spätere Generalstabschef Sergei Fjodorowitsch Achromejew (1923–1991), der stellvertretende Verteidigungsminister Semjon Konstantinowitsch Kurkotkin (1917–1990) und der Oberbefehlshaber der sowjetischen Landstreitkräfte Wassili Iwanowitsch Petrow (1917–2014). Letztmals wurde der Rang eines Marschalls der Sowjetunion am 28. April 1990 an den Verteidigungsminister Dmitri Timofejewitsch Jasow (1924–2020) verliehen.

### Herkunft und Voraussetzungen

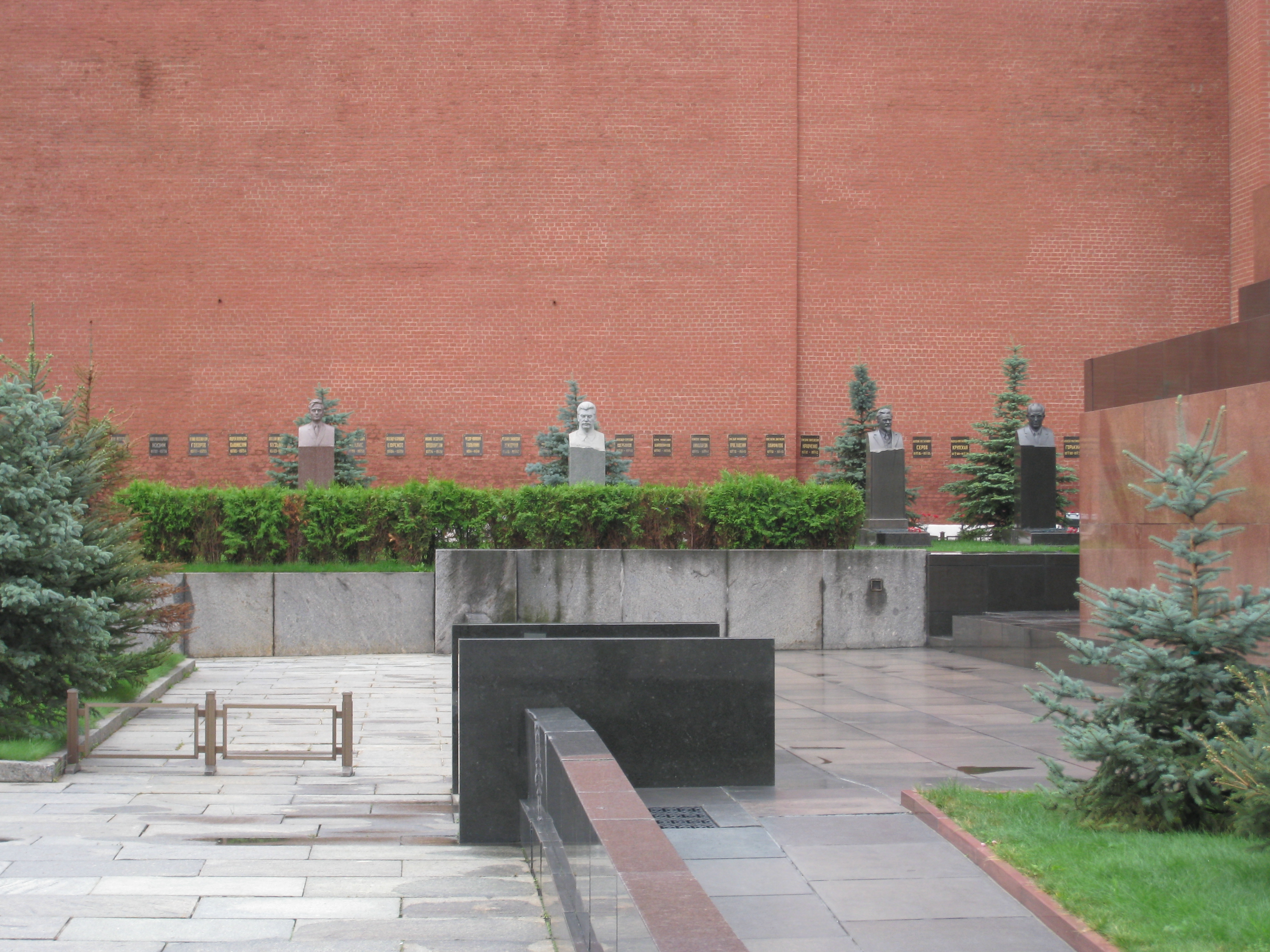
Die Nekropole an der Kremlmauer, wo die Mehrzahl der Marschälle beigesetzt wurde.

Bei einer vergleichenden Betrachtung der Personen, die den Rang eines Marschalls der Sowjetunion erreichten, fällt eine starke russische Dominanz auf. Es gab 29 Marschälle russischer und 7 Marschälle ukrainischer Herkunft. Eine deutliche Minderheit stellten hingegen die zwei Georgier (Stalin und Beria) sowie jeweils ein Armenier (Baghramjan), Belarusse (Jakubowski) und Pole (Rokossowski) dar.
Der soziale Hintergrund der einzelnen Marschälle war verschieden. In den offiziellen Akten wurde für 22 von ihnen vermerkt, dass sie aus bäuerlichen Verhältnissen stammten. Fünf sollen aus Arbeiterfamilien hervorgegangen sein, während weitere vier als Söhne von Angestellten geführt wurden. Weitere Herkunftsvermerke listen Söhne von Bürgern (Tuchatschewski), der Bourgeoisie (Jegorow), Priestern (Wassilewski) und Kaufleuten (Birjusow). Diese Angaben sind jedoch ungenau, da Informationen teilweise fehlen oder nachträglich verändert wurden. Die Mehrzahl der Marschälle stammte auch aus den ländlichen Gegenden. Nur vier von ihnen wurden in Provinzhauptstädten geboren und nur sieben andere kamen aus Bezirkshauptstädten.
Die Altersstruktur der Militärs im Rang eines Marschall der Sowjetunion war ebenfalls sehr unterschiedlich. Bei seiner Ernennung war Tuchatschewski mit 42 Jahren der jüngste Marschall. Der Älteste mit 69 Jahren war hingegen Breschnew, gefolgt von Sokolow mit einem Alter von 67 Jahren. Das Durchschnittsalter zum Zeitpunkt der Ernennung lag bei etwa 54 Jahren. Die zuvor geleisteten Dienstjahre waren sehr unterschiedlich. Woroschilow hatte nur 17 Jahre in der Roten Armee gedient, bevor er zum Marschall aufstieg, während Jasow diesen Rang erst 49 Jahre nach seinem Diensteintritt erreichte. Durchschnittlich erfolgte die Beförderung nach ungefähr 35 Dienstjahren. Die längste Dienstzeit im Rang eines Marschalls, knapp 38 Jahre, besaß Budjonny. Soweit bekannt, starben alle Marschälle in Moskau. Einzige Ausnahme war Birjusow, der bei einem Flugzeugunglück in Jugoslawien umkam. Marschälle der Sowjetunion wurden bis 1976 mehrheitlich auf dem Roten Platz an der Kreml-Mauer beigesetzt. Danach wurden die Marschälle Koschewoi, Golikow, Batizki, Moskalenko, Kurkotkin und Ogarkow auf dem Nowodewitschi-Friedhof begraben. Tschuikow wurde in Wolgograd beigesetzt und Achromejew auf dem Friedhof Trojekurowo.
Ebenso unterschiedlich gestaltete sich die akademische Laufbahn der einzelnen Marschälle. Nur 14 von ihnen hatten die Akademie des Generalstabes absolviert, 12 weitere jedoch die Frunse-Akademie (Tschuikow hatte dort sogar Abschlüsse von zwei Fakultäten erlangt). Zwei (Breschnew und Blücher) hatten das Metallurgische Institut besucht. Die übrigen 15 Marschälle hatten keine Hochschulausbildung. Woroschilow hatte nicht einmal einen Schulabschluss und Wassilewski war nur ein Jahr an der Generalstabsakademie. Sechs Marschälle hatten bereits in der zaristischen Armee gedient und einer (Goworow) während des Bürgerkrieges zeitweise sogar in der Weißen Armee.
Sechs Marschälle waren zum Zeitpunkt ihrer Ernennung Befehlshaber von Fronten im Zweiten Weltkrieg, fünf waren Verteidigungsminister, vier waren Chefs des Generalstabes der sowjetischen Streitkräfte, vier Befehlshaber der Gruppe der Sowjetischen Streitkräfte in Deutschland und vier befehligten einen Militärbezirk. Drei weitere waren Stellvertreter des Verteidigungsministers. Die übrigen 15 Marschälle hatten unterschiedliche militärische Schlüsselpositionen inne. Zu Beginn des Krieges gegen Deutschland 1941 gab es nur fünf Marschälle der Sowjetunion. Als der Krieg am 9. Mai 1945 endete, hatte sich ihre Zahl auf 12 erhöht. Sie schwankte danach durch den Tod oder die Degradierung einzelner Marschälle. Die Höchstzahl wurde zwischen dem 15. April und dem 10. Mai 1968 erreicht, als es insgesamt 20 Marschälle der Sowjetunion in den sowjetischen Streitkräften gab.

### Weiterer Werdegang
Unterschiedlich war auch das weitere Schicksal der 41 Marschälle der Sowjetunion. Stalin schuf für sich den höheren Rang eines „Generalissimus der Sowjetunion“, den er ab 1945 offiziell führte. Er war ab diesem Zeitpunkt kein Marschall mehr. Kulik war der einzige Marschall, der aufgrund seines Versagens in der Truppenführung zum Generalmajor degradiert wurde (1942). Allerdings wurden auch Tuchatschewski und Jegorow der Marschallsrang kurz vor ihrer Ermordung aberkannt. Beria wurde bei seiner Verhaftung 1953 ebenfalls der Rang eines Marschalls der Sowjetunion aberkannt. In allen Fällen, außer dem Berias, wurden die betreffenden Personen von einem Gericht postum rehabilitiert. Im Jahre 1958 verlor auch Bulganin seinen Marschallsrang im Zuge seiner politischen Entmachtung. Insgesamt haben somit fünf Marschälle der Sowjetunion den Rang wieder verloren. Ähnlich erging es auch dem Admiral der Flotte der Sowjetunion Kusnezow (siehe unten).
Zwar starben die meisten Marschälle eines natürlichen Todes, doch gab es auch Ausnahmen. Ein Marschall kam bei einem Flugzeugabsturz ums Leben (Birjusow, 1964, in Jugoslawien) und ein anderer starb durch Suizid (Achromejew, 1991). Fünf Marschälle fielen politischen Morden zum Opfer (Tuchatschewski, 1937; Blücher, 1938; Jegorow, 1939; Kulik, 1950; Beria, 1953). Dabei ist hervorzuheben, dass Kulik zum Zeitpunkt seiner Erschießung nicht mehr im Marschallsrang stand und erst sechs Jahre nach seinem Tod rehabilitiert wurde. Beria, der eher dem Geheimdienst als dem Militär zugeordnet wird, war das einzige Opfer, das nicht während der Stalin-Ära ermordet wurde. Er selbst war einige Jahre zuvor maßgeblich an der Ermordung Blüchers beteiligt gewesen.

## Uniformierung

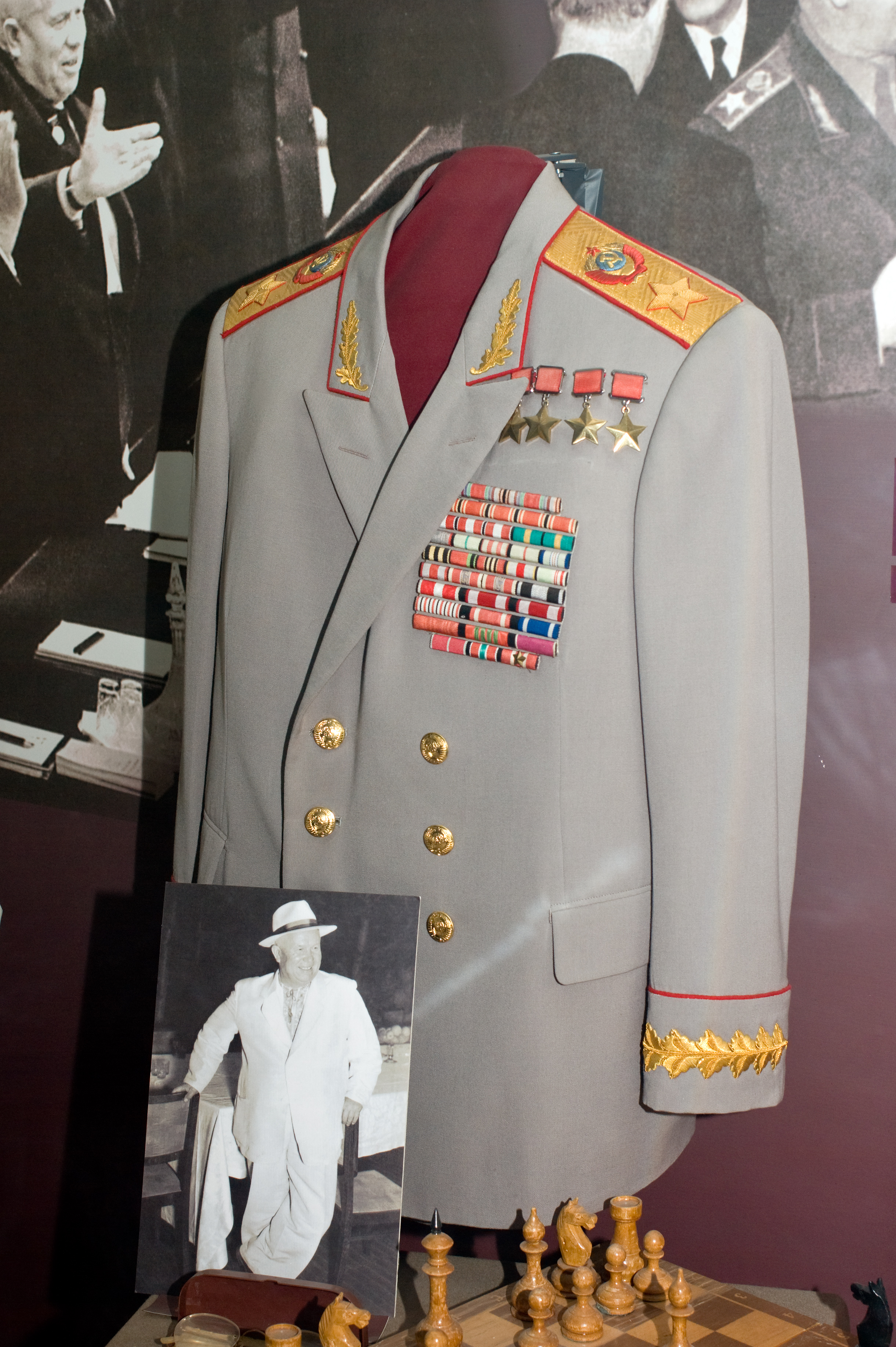
Uniform des Marschalls der Sowjetunion G. K. Schukow

Am 3. Dezember 1935 legte der Volkskommissar für Verteidigung erste Erkennungszeichen für die Uniformen der Marschälle der Sowjetunion fest. Am Kragenspiegel war ein goldener Stern angebracht. Dieser befand sich auf einem roten Untergrund, der ebenfalls von einem goldenen Rand umrahmt wurde. Weitere Rangabzeichen befanden sich auf den Ärmeln. Dort war ein goldener Winkel auf roten Grund angebracht, über dem sich in einigem Abstand ein weiterer goldener Stern, ebenfalls auf roten Grund, befand. Im Übrigen unterschied sich die Uniform äußerlich kaum von derjenigen der anderen Offiziersdienstgrade. Allerdings war sie im Allgemeinen von höherer Qualität, was den Stoff und die Verarbeitung anging.
Im Juli 1940 erfolgte eine Änderung. Die Kragenspiegel wurden unter dem goldenen Stern durch jeweils zwei ebenfalls goldene Lorbeerzweige ergänzt, die durch Hammer und Sichel miteinander verbunden waren. Anstatt des einen Winkels an den Ärmeln, waren unter dem Stern nun zwei goldene Winkel angebracht zwischen denen sich ebenfalls zwei Lorbeerzweige befanden.
Zusätzlich wurde im Februar 1940 durch eine Verordnung des Obersten Sowjets der UdSSR ein Marschallsstern (Маршальская Звезда) eingeführt. Dabei handelte es sich um einen fünfzackigen Stern aus Metall, auf dem Brillanten angebracht waren. Dieses Rangabzeichen, das es in acht verschiedenen Varianten gab, wurde gleich einem Orden an einem roten Band um den Hals getragen. Dieses zusätzliche Rangabzeichen musste nach dem Dienstzeitende eines Marschalls der Regierung zurückgegeben werden.
Erst im Januar 1943 wurden für die gesamte Rote Armee Schulterklappen bzw. Schulterstücke eingeführt. Diejenigen, die den Rang eines Marschalls der Sowjetunion kennzeichneten, waren wie alle anderen mit einem gelben Grund und roter Umrandung versehen und trugen neben einem großen weißen Stern auch das von Ähren umrahmte Wappen der UdSSR (Hammer und Sichel in einem blauen Kreis). Gleichzeitig wurden die Kragenspiegel abgeschafft. Stattdessen war der Kragen nunmehr auf jeder Seite von einem goldenen Ehrenzweig verziert. Der Kragen selbst trug nun einen roten und goldenen Rand. Im Jahre 1955 wurde das Design der Schulterstücke leicht abgeändert, indem der Stern nun golden war und dafür die Farbe des Hammers und der Sichel von Gold in Rot geändert wurde.

## Besoldung und Vergünstigungen

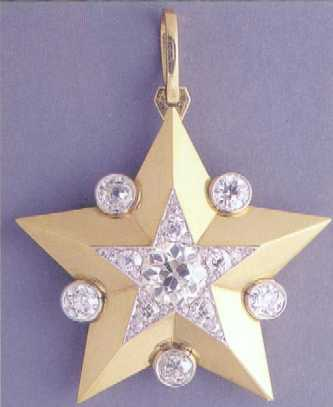
Der brillantenbesetzte „Marschallstern“ (Маршальская звезда)

Nach den Memoiren verschiedener Marschälle zu urteilen, bedeutete ihnen die Ernennung in den höchsten Rang des Staates nicht viel. Konew und Rokossowski gingen in ihren Erinnerungen überhaupt nicht darauf ein, Schukow erwähnt die Tatsache nur lakonisch am Rande und Wassilewski meinte gar bescheiden, seine Ernennung wäre ungerechtfertigt gewesen. Nur Merezkow führte aus, dass er nach seiner Ernennung am 26. Oktober 1944 nach Moskau geflogen sei, wo ihm am 31. Oktober von M. I. Kalinin, dem Vorsitzenden des Präsidiums des Obersten Sowjets, der Marschallstern verliehen worden sei. Allerdings machte auch er keine persönlichen Bemerkungen dazu.
Dabei bedeutete die Ernennung zu einem General- oder Admiralsrang soziale und ökonomische Privilegien. Diese umfassten Steuerfreiheit, Vorteile bei der Versorgung aus militärischen Beständen, Bildungsmöglichkeiten, kostenlose medizinische Betreuung und Wohnungen auf Staatskosten. Die Besoldung variierte. Im Jahre 1943 lag sie für Flottenadmirale wie für Marschälle bei etwa 40.000 Rubel pro Jahr. Im Vergleich dazu erhielt der niedrigste Generalsrang Generalmajor (bzw. Konteradmiral) lediglich 19.000 Rubel. Je nach Dienststellung wurden Zuschläge gezahlt. Die Träger hoher Orden erhielten zusätzlich eine jährliche Dotation. Für den Leninorden belief sich die Summe auf 300 Rubel jährlich, für den Rotbannerorden waren es 250 Rubel und für den Orden des Roten Sterns 180 Rubel. Hinzu kamen zahlreiche weitere „persönliche Bezüge“ (Dotierungen, die als Belohnung an einzelne Generale und Marschälle vergeben worden waren), die im Laufe der Jahre immer mehr an Umfang zunahmen. Das Pensionierungsalter lag regulär bei 60 Jahren, wobei die betreffenden Personen noch bis 65 der Reserve angehörten.
Durch die Währungsreformen der Jahre 1947 und 1961 wurde der Wert des Rubels um etwa das zehnfache gehoben, so dass sich das Grundgehalt auf nominell nur noch 4.000 Rubel (umgerechnet etwas mehr als 12.000 Mark der DDR) pro Jahr belief. Außerdem sorgte die Regierung Chruschtschows um 1960 für eine Herabsetzung der Vergütung. Die relativ hohen Gehälter wurden gekürzt, die „persönlichen Bezüge“ wurden abgeschafft und auch die Ruhestandsgelder vermindert. Genauere Angaben wurden nie offiziell bekanntgegeben, da dies der „klassenlosen Gesellschaft“ in der UdSSR widersprochen hätte. Trotzdem schätzte man, dass die Bezüge eines Marschalls der Sowjetunion bzw. eines Admirals der Flotte der Sowjetunion in der Mitte der 1970er Jahre bis zu 2000 Rubel (etwa 6000 DDR-Mark) im Monat betrugen.

## Weitere Stufen des Marschallranges

### Admiral der Flotte der Sowjetunion
Mit dem Ukas vom 7. Mai 1940 wurden unter Beibehaltung der alten Rangabzeichen Generals- und Admiralsränge wieder eingeführt. In der Flotte gab es nunmehr den Konteradmiral (контр-адмирал), Vize-Admiral (вице-адмирал), Admiral (адмирал) und schließlich den Flottenadmiral (адмирал флота). Der letzte wurde jedoch vorläufig nicht vergeben. Erst am 31. Mai 1944 erhielten Nikolai Gerassimowitsch Kusnezow und Iwan Stepanowitsch Issakow als erste die Beförderung zum Flottenadmiral. Dieser Rang entsprach demjenigen eines sowjetischen Armeegenerals bevor er am 25. Mai 1945 eine Aufwertung erfuhr und nunmehr auf der gleichen Stufe wie der Marschall der Sowjetunion stand. Dies drückte sich nicht zuletzt in den nunmehr ähnlichen Schulterstücken aus. Im März 1955 wurde der Rang offiziell in Admiral der Flotte der Sowjetunion (Адмирал Флота Советского Союза) geändert. Dieser wurde nur an drei Offiziere verliehen: Nikolai Gerassimowitsch Kusnezow (1904–1974), Iwan Stepanowitsch Issakow (1894–1967) und Sergei Georgijewitsch Gorschkow (1910–1988). Erst 1962 wurde erneut der Rang eines Flottenadmirals in der sowjetischen Marine eingeführt und am 28. April des gleichen Jahres erstmals verliehen. Dieser war nunmehr zwischen dem Admiral und dem Admiral der Flotte der Sowjetunion angesiedelt.
Auf den Schulterstücken der Admirale der Flotte der Sowjetunion war ein fünfzackiger Stern, in dessen Zentrum ein schwarzer Anker auf rotem Grund abgebildet war. Darüber war, ebenso wie bei dem Schulterstücken der Marschälle, das Staatswappen der UdSSR abgebildet. Weitere Rangabzeichen waren die fünf Streifen und der Stern im Lorbeerkranz auf den Ärmeln der Uniform. Die Gleichstellung zu den Marschällen zeigte sich auch darin, dass die Admiräle einen identischen brillantenbesetzten Marschallstern erhielten.

### Marschälle und Hauptmarschälle der Waffengattungen
Im Jahre 1943 wurden zusätzlich die Ränge Marschall einer Waffengattung und Hauptmarschall einer Waffengattung geschaffen. Zunächst wurde durch Beschluss des Obersten Sowjets vom 16. Januar 1943 der Marschall der Luftstreitkräfte (маршал авиации), der Marschall der Waffengattung (маршал рода войск) für Artillerie (маршал артиллерии) und Panzertruppen (маршал бронетанковых войск) eingeführt. Am 27. August desselben Jahres wurde auch der Rang eines Marschalls der Spezialtruppen (маршал специальных войск) für die Ingenieurtruppen (маршал инженерных войск) und Fernmeldetruppen (маршал войск связи) geschaffen.

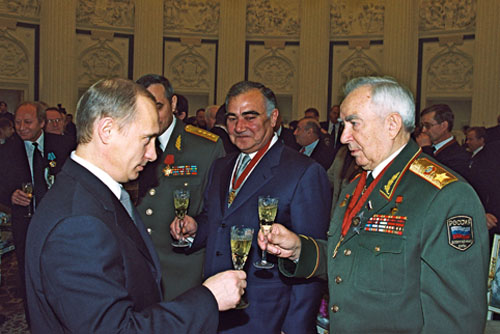
Die Uniform der Marschälle der Sowjetunion war auch nach dem Ende der UdSSR von Zeit zu Zeit noch in der Öffentlichkeit zu sehen. Hier Marschall der Sowjetunion W. G. Kulikow bei einem Empfang im Kreml mit Wladimir Putin (22. November 2001)

In den Beförderungsrichtlinien galt folgendes: Frontoberbefehlshaber (in Friedenszeiten Chefs der Militärbezirke), Armeeoberbefehlshaber, der Verteidigungsminister und seine Stellvertreter, der Generalstabschef und seine Stellvertreter und Gleichgestellte wurden vom Generaloberst zum Armeegeneral befördert. Oberbefehlshaber von Panzer- und Luftarmeen, Chefs der Waffengattungen in Fronten oder im Verteidigungsministerium u. ä. wurden vom Generaloberst zum Marschall einer Waffengattung ernannt. Die einfachen Marschälle waren dem normalen Rang des Armeegenerals (генерал армии) also gleichgestellt. Allerdings konnten sie später zum Hauptmarschall einer Waffengattung befördert werden. Obwohl beide Dienstgrade im eigentlichen Sinn nicht zu den Marschällen der Sowjetunion gezählt werden, sind sie der Vollständigkeit halber mit hier aufgeführt, weil sie einen Marschall-Rang innerhalb der sowjetischen Streitkräfte darstellten.
Zusammen mit den Hauptmarschällen bildeten sie die höchste Rangstufe ihrer Waffengattungen, hatten aber praktisch keinerlei Aufstiegsmöglichkeit zu einem Marschall der Sowjetunion, solange sie nur in der jeweiligen Waffengattung tätig waren. Diese waren vor ihrer Beförderung allesamt Armeegeneral gewesen (eine Ausnahme stellte nur Beria dar). Trotzdem trugen alle drei Stufen des Marschalls den Marschallstern am Kragen und auch auf den Schulterstücken war bei allen ein Stern angebracht. Anstatt des Wappens der UdSSR trugen die Vertreter der beiden niederen Marschall-Stufen allerdings das Symbol ihrer jeweiligen Waffengattung (siehe Abbildungen unten).
Von den Hauptmarschällen gab es insgesamt nur 13 Vertreter aus den Luftstreitkräften, der Artillerie und den Panzertruppen, während aus den Spezialtruppen (Ingenieur- und Fernmeldetruppen) keine hervorgingen. Ab dem Jahr 1984 gab es den Rang nur noch bei den ersten beiden Waffengattungen und auch dort wurde er in diesem Jahr zum letzten Mal vergeben. Zugleich wurde der Rang eines Marschalls der Panzertruppen abgeschafft; die zwei zu diesem Zeitpunkt noch lebenden Marschälle trugen ihn jedoch weiterhin. Nach der Abschaffung der einfachen Marschälle und den Reformen des russischen Rangsystems im Jahre 1993 entspricht der ehemalige Rang eines Hauptmarschalls heute dem eines Armeegenerals bzw. eines Flottenadmirals.